# Герстер (Мисури)
Герстер (енгл. Gerster) град је у америчкој савезној држави Мисури.

## Демографија
По попису из 2010. године број становника је 25, што је 10 (-28,6%) становника мање него 2000. године.
| Група             | 2000.      | 2010.      |
| Белци             | 28 (80,0%) | 24 (96,0%) |
| Афроамериканци    | 0 (0,0%)   | 1 (4,0%)   |
| Азијати           | 0 (0,0%)   | 0 (0,0%)   |
| Хиспаноамериканци | 0 (0,0%)   | 0 (0,0%)   |
| Укупно            | 35         | 25         |